# تاريخ أمريكا الجنوبية العسكري
يمكن تقسيم التاريخ العسكري لأمريكا الجنوبية إلى فترتين رئيسيتين: المرحلة ما قبل الكولومبية، وما بعدها. يفصل بين الفترتين دخول الأوروبيين إلى المنطقة. كان للتعرف المفاجئ على الأسلحة الفولاذية، والبارود، والخيول في المنطقة دور في إحداث ثورة في مجال الحرب. خلال فترة ما بعد كولومبوس، شكلت أحداث أوائل القرن التاسع عشر منعطفًا تاريخيًّا، إذ خاضت جميع أمريكا الجنوبية تقريبًا حروب الاستقلال. على مدار تاريخها، كانت أمريكا الجنوبية تتمتع بسمات عسكرية مميزة، فهي مفصولة جغرافيًا عن العديد من القوى العسكرية الكبرى عبر محيطات كبيرة. فرضت تضاريسها الفريدة تحديات لوجستية كبيرة، وخطوط اتصالات بحرية مميزة.

## التاريخ العسكري المبكر
يختلف التاريخ العسكري المبكر لأمريكا الجنوبية اختلافًا واضحًا عن التاريخ العسكري في آسيا أو أوروبا. يبدو أثر التعدين في الحروب في الأمريكيتين أقل مما كان عليه في أجزاء أخرى من العالم، إذ سيطر استخدام الحجر والخشب والعظام، مدعومًا بالاستخدام المحدود للنحاس في أمريكا الجنوبية، واستمر الوضع على حاله حتى الغزوات الأوروبية. حدث انقراض الخيول في وقت مبكر من الاستيطان البشري في الأمريكيتين، أي أن ساكني أمريكا الجنوبية الأوائل لم يكن لديهم سلاح فرسان، ومن ثم فإن استخدام العالم للخيول لخمسة آلاف عام في الحروب لم يكن له أي نظير في القارة. ومن ناحية الحروب البحرية، فلم يبن الأمريكيون الجنوبيون الأوائل سفنًا بحجم مماثل لتلك الموجودة في القارات الأخرى. ومن الناحية السياسية، جاء تشكيل الدولة أيضًا متأخرًا نسبيًا إلى أمريكا الجنوبية، ما أثر على قدرة أمريكا الجنوبية على تكوين جيوش كبيرة في وقت مبكر من تاريخها.

### ساحل البحر الكاريبي والأمازون والجنوب
شهدت الحافة الشمالية لأمريكا الجنوبية أحداثًا عسكرية ترأسها صراع بين مجموعتين عرقيتين. أولاهما الأراواك، التي عاشت على طول الساحل الشرقي لأمريكا الجنوبية، إلى أقصى الجنوب (البرازيل حاليًا)، وحتى غيانا. عندما التقى كريستوفر كولومبوس لأول مرة بالأراواك، وصفهم بأنهم شعب مسالم، إلا أن الأراواك قد سيطروا على مجموعات محلية أخرى مثل الكيبوني، وتعرضوا في المقابل لضغوط عسكرية متزايدة من الكاريبيين، الذين يُعتقد أنهم غادروا منطقة نهر أورينوكو في أمريكا الجنوبية ليستقروا في منطقة البحر الكاريبي. وخلال القرن الذي سبق وصول كولومبوس إلى أرخبيل البحر الكاريبي في عام 1492، يُعتقد أن الكاريبيين شردوا العديد من الأراواك الذين استقروا سابقًا في سلاسل الجزر، وشقوا طريقًا إلى ما أصبح الآن غيانا الحديثة. كان الكاريبيون من بناة القوارب والبحارة المهرة، ويعود الفضل في هيمنتهم على حوض البحر الكاريبي إلى مهاراتهم العسكرية. شكل أكل لحوم البشر جزءًا رئيسيًا من طقوس الحرب عند الكاريبيين، إذ كان المنتصرون يأخذون أطراف الضحايا إلى منازلهم كغنائم.
ضمت أراضي البرازيل الحالية 2000 قبيلة تقريبًا قبل الاكتشاف الأوروبي، معظمهم من السكان شبه الرحل الذين اعتمدت حياتهم على صيد الحيوانات، وصيد الأسماك، والجمع، والزراعة المتنقلة. كان شعب التوبي من هذه القبائل، التي امتدت لتحتل تقريبًا كل ساحل البرازيل، إذ وصل عددهم إلى مليون شخص بحلول عام 1500 بعد الميلاد. غالبًا ما حارب التوبيون ضد القبائل الأخرى في المنطقة وفيما بينهم، بهدف أسر أعدائهم لقتلهم لاحقًا، وكما هو الحال عند الكاريبيين، كان أكل لحوم البشر جزءًا أساسيًا من طقوس التوبيين بعد الحرب. إلى الجنوب عبر مناطق باراغواي الحديثة والأرجنتين وأوروغواي، بدت الحروب المبكرة في أمريكا الجنوبية متفرقة وغير مركزية، على الرغم من أن المصادر التاريخية حول ما قبل مواجهة الغزاة الأوروبيين محدودة. شكل المينوانيون إحدى القبائل الأصلية في أوروغواي، وكانوا مرتبطين بالقبائل الأخرى في المنطقة مثل التشاورا والغينوا، الذين عاشوا في جميع أنحاء المنطقة المعروفة اليوم باسم أوروغواي، وشمال شرق الأرجنتين، وجنوب البرازيل. كانوا من البدو الرحل الذين يعتمدون على الصيد، وجمع الطعام. كانت الغوراني قبيلة باراغواية أخرى ذات مجتمع بدوي لا مركزي، مال الغوارانيون إلى تشكيل مجموعات قبلية مختلفة بحسب اللهجة، وعُرِف عن الغورانيون أنهم شعب غير مولع بالحرب. في سياق منفصل، يُعتقد أن شعب تشاروا قتلوا المستكشف الإسباني خوان دياز دي سوليس خلال رحلته عام 1515 إلى ريو دي لا بلاتا.